# 인챈트-나람이야기
《인챈트-나람이야기》는 2014년부터 2017년까지 매주 일요일에 자유 작가가 연재했던 네이버 웹툰이다.